# Katharina von Savoyen

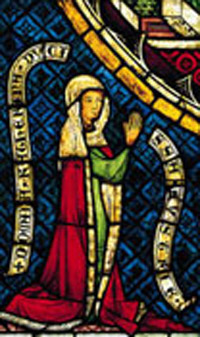
Katharina von Savoyen (1284–1336)

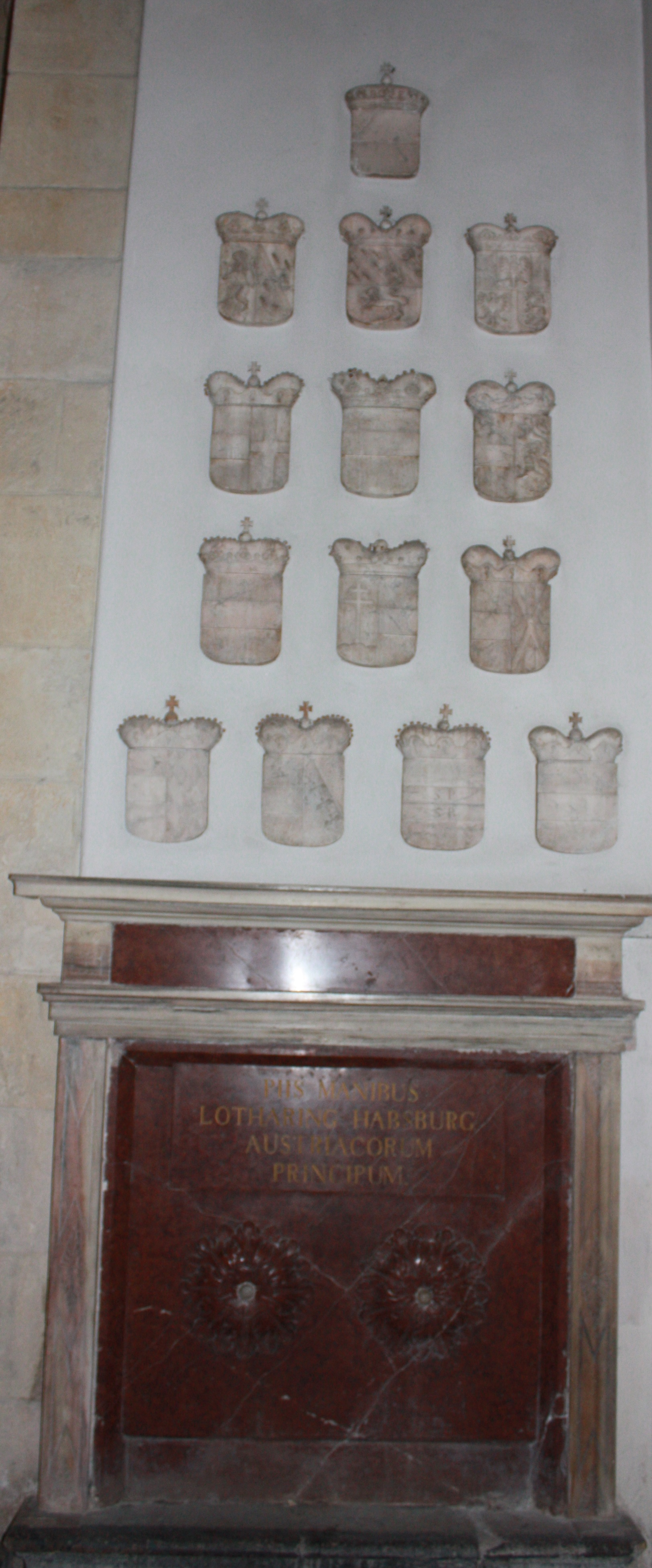
Epitaph mit den Wappen der Habsburger in der Stiftskirche St. Paul im Lavanttal

Katharina von Savoyen (* zwischen 1297 und 1304 in Brabant; † 30. September 1336 in Rheinfelden) war eine Gräfin von Savoyen und seit 1315 die Gattin von Leopold I. dem Glorreichen, Herzog von Österreich und der Steiermark (* 4. August 1290 in Wien; † 28. Februar 1326 in Straßburg) aus dem Haus Habsburg.

## Familie und Leben
Katharina war eine Tochter des Grafen Amadeus V. von Savoyen und seiner zweiten Gemahlin Maria von Brabant. Infolge der Annäherung der Habsburger an die Luxemburger kam es seit 1310 zu Gesprächen bezüglich einer Verheiratung Katharinas mit dem Herzog Leopold I. von Österreich. Am 26. Mai 1315 fand schließlich die Hochzeit des Paares zu Basel statt. Aus der Ehe gingen zwei Töchter hervor, von denen Katharina Gattin von Enguerrand VI. de Coucy und Agnes Gemahlin des Herzogs Bolko II. von Schweidnitz-Jauer wurde. Auch politisch war Katharina aktiv und pflegte öfters Kontakte zum Papst Johannes XXII. 1326 wurde sie Witwe.

## Bestattung
Nach ihrem 1336 erfolgten Tod wurde Katharina zunächst in der Kirche des Klosters Königsfelden bestattet. 1770 kam sie durch die feierliche Übersetzung der kaiserlich-königlichen-auch-herzoglich-österreichischen höchsten Leichen zunächst in den Dom St. Blasien, nach der Aufhebung des Klosters St. Blasien 1806 in das Stift Spital am Pyhrn und 1809 in die Stiftskirchengruft des Klosters Sankt Paul im Lavanttal in Kärnten.